# Luigi Montanarini
(Luigi Montanarini, Catalogo Montanarini, cap. Luigi Montanarini e la passione della pittura, Il Bimestre, 2002)
Luigi Montanarini (Firenze, 22 luglio 1906 – Roma, 7 gennaio 1998) è stato un pittore italiano.

## Biografia
Nasce a Firenze da Stefano e da Maria Cianchi. Nel 1925, durante una delle frequenti visite agli Uffizi, incontra casualmente e conosce il pittore Maurice Denis. Nello stesso anno effettua il suo primo soggiorno in Francia. Nel 1927 si iscrive all'Accademia di Belle Arti di Firenze e comincia il legame artistico ed affettivo con Felice Carena, suo maestro di Pittura. Dimostra subito grande amore per i classici e per i maestri dell'Ottocento, da Courbet a Paul Cézanne e Pierre-Auguste Renoir. Nel 1928 crea l"Apoteosi del Fascismo" all'interno del Palazzo H del Foro Italico, una delle opere più note del fascismo italiano.
Quattro anni più tardi consegue il Diploma di Pittura dell'Accademia di Belle Arti di Firenze e compie il suo secondo viaggio in Europa. Visita due volte i Paesi Bassi dove rinnova il suo interesse per Rubens, Van Gogh e Rembrandt. Successivamente visita Zurigo e si reca per la seconda volta a Parigi, dove conosce Gino Severini e rinsalda la sua amicizia con Alberto Magnelli, conosciuto a Firenze. Nella stessa città incontra e frequenta vari artisti fra cui Picasso ed ha numerosi scambi con i pittori Jacques Villon e Alfred Manessier. Nel 1932 vince il Pensionato Artistico Nazionale per la sezione Pittura insieme a Pericle Fazzini, che vince il premio nella sezione Scultura.
Aderisce alla Scuola romana insieme alla quale espone alla Galleria "La Cometa" di Roma e nel 1937 e 1938 vi tenne le sue prime personali. Conosce Corrado Cagli, Giuseppe Capogrossi, Afro Basaldella, Mirko Basaldella, Emanuele Cavalli, Alberto Ziveri e Mario Mafai. Stringe amicizia con Emilio Villa, Guido Piovene e Alfonso Gatto. 
Di quegli anni la sua partecipazione al "muralismo". Nel 1939 vi è la sua prima partecipazione alla Quadriennale nazionale d’arte di Roma (poi ancora nel 1943, 1955, 1959, 1973). Dal 1940 insegna al liceo artistico di Roma.
Al termine della seconda guerra mondiale fonda assieme a Pericle Fazzini, Enrico Prampolini, Joseph Jarema e Virgilio Guzzi, l'Art Club con sede in via Margutta 54. Conosce e frequenta Lionello Venturi, ritornato in Italia dopo l'esilio del periodo fascista. L'anno 1956 segna l'inizio del suo periodo informale. Vince un premio acquisto alla quarta edizione del Premio Spoleto. Nel 1965 diventa direttore dell'Accademia delle Belle Arti di Roma (dove era già docente dal 1956) e membro dell'UNESCO, cariche che manterrà fino al 1976. Luigi Montanarini muore e Roma il 7 gennaio 1998, nella sua casa di via di Monserrato. È sepolto presso il Cimitero del Verano di Roma.

## Mostre
- 1935 - Prima mostra collettiva con la Scuola Romana alla Galleria "La Cometa".
- 1936 - Realizza la pittura murale Apoteosi del Fascismo nel salone d'onore del CONI al Foro Italico di Roma.
- 1937 - Personale presentata dal poeta e critico Libero De Libero, alla Galleria "La Cometa" di Roma della contessa Mimi Pecci Blunt.
- 1938 - Seconda personale alla Galleria "La Cometa" con introduzione critica di Virgilio Guzzi.
- 1938 - Espone alla The Cometa Art Gallery di New York insieme a Morandi, Sironi, de Pisis, Mafai, Donghi, De Chirico e altri nella mostra Anthology of contemporary italian paintings.
- 1939 - Partecipa alla III Quadriennale Nazionale d'Arte di Roma al Palazzo delle Esposizioni.
- 1940 - Prende parte alla storica mostra Cinque pittori e uno scultore (Fazzini, Ziveri, Tamburi, Guttuso, Guzzi, Montanarini). Espone alla XXII Biennale Internazionale d'Arte di Venezia.
- 1942 - Espone alla XXIII Biennale Internazionale d'Arte di Venezia.
- 1943 - Espone alla IV Quadriennale Nazionale d'Arte, Roma, Palazzo delle Esposizioni.
- 1948 - Espone alla XXIV Biennale Internazionale d'Arte di Venezia.
- 1952 - Viene nominato membro della Commissione Esecutiva della XXVI Biennale Internazionale d'Arte di Venezia e vi partecipa anche come artista. Insieme ad altri diciassette artisti italiani è invitato alla I Esposizione Internazionale Giapponese che viene ospitata dal Metropolitan Museum di Tokio.
- 1954 - Esegue l'affresco per la chiesa di San Leone Magno a Roma e l'encausto per la chiesa di Santa Maria Goretti sempre a Roma.
- 1955 - Viene incaricato dell'esecuzione della cupola della basilica di Santa Rita da Cascia.
- 1956 - Partecipa alla VII Quadriennale Nazionale d'Arte di Roma dove viene premiato.
- 1957 - Espone alla galleria San Fedele di Milano. Espone a Palazzo Reale a Napoli nella Mostra Nazionale d'Atri Figurative assieme a Sironi, Martini, Morandi, Fazzini, Donghi, De Pisis, De Chirico e altri. Nello stesso periodo viene invitato ad esporre all'Haus der Kunst di Monaco di Baviera nell'ambito della mostra Arte Italiana dal 1910 in poi.
- 1958 Viene invitato a partecipare alla XXIX Biennale Internazionale d'Arte di Venezia con una sala personale. Espone a Palazzo Charlottenburg di Copenaghen e alla Galleria Nazionale d'Arte Moderna di Roma.
- 1959 - Esegue presso il noto borgo affrescato di Arcumeggia (Varese) l'affresco dal titolo Composizione, grande opera murale di cm 400x300, visibile in via Usellini al civico nº 12. L'opera versava in condizioni di generale ammaloramento dovuto alle intemperie. Recentemente è stata restaurata e riportata all'antico splendore.[2]
- 1960 - Personale alla VIII Quadriennale Nazionale d'Arte di Roma presentato da Eugenio Battisti.
- 1967 - Espone a Palazzo Strozzi a Firenze nella mostra Arte moderna in Italia 1915- 1935 curata da Carlo L. Ragghianti. Espone in una mostra personale al Bauzentrum di Amburgo presentato da Giulio Carlo Argan.
- 1968 L'Istituto Italiano di Cultura di Colonia, in collaborazione con il Wallraf Richard Museum espone una sua personale. Dello stesso anno sono anche le mostre allo Städtisches Museum di Flensburg e al Vonderau Museum di Fulda.
- 1969 - Espone alla Biennale Internazionale del Fiorino a Firenze.
- 1972 - Espone alla XI Quadriennale Nazionale d'Arte di Roma le sue opere geometriche.
- 1974 - Partecipa alla X Biennale Internazionale d'Arte del Mediterraneo organizzata dall'Ente Autonomo della Biennale Internazionale d'Arte di Venezia. Espone a Damasco, alla Galerie d'Art nella mostra collettiva d'arte italiana contemporanea.
- 1978 - Ferrara gli dedica una ampia mostra personale al Palazzo dei Diamanti.
- 1982 - Partecipa per l'ultima volta con una sala personale alla XL Biennale Internazionale d'Arte di Venezia. Espone al Port History Museum di Philadelphia in una collettiva di artisti italiani.
- 1991 - Espone al Palazzo di Poggibonsi una grande retrospettiva della sua opera pittorica.
- 1997 - La chiesa di San Francesco d'Assisi gli dedica una mostra retrospettive sul lavoro d'affresco della basilica di Cascia. A Marina di Pietrasanta, nella Villa La Versiliana, viene ospitata una retrospettiva delle sue opere.
- 2006 - Dal 9 al 16 settembre 2006 in via della Stamperia 6 a Roma, per i 100 anni dalla nascita, l'Istituto Nazionale per la Grafica - Calcografia realizza una retrospettiva dal titolo Luigi Montanarini, Disegni 1925-1995[3]

## Opere

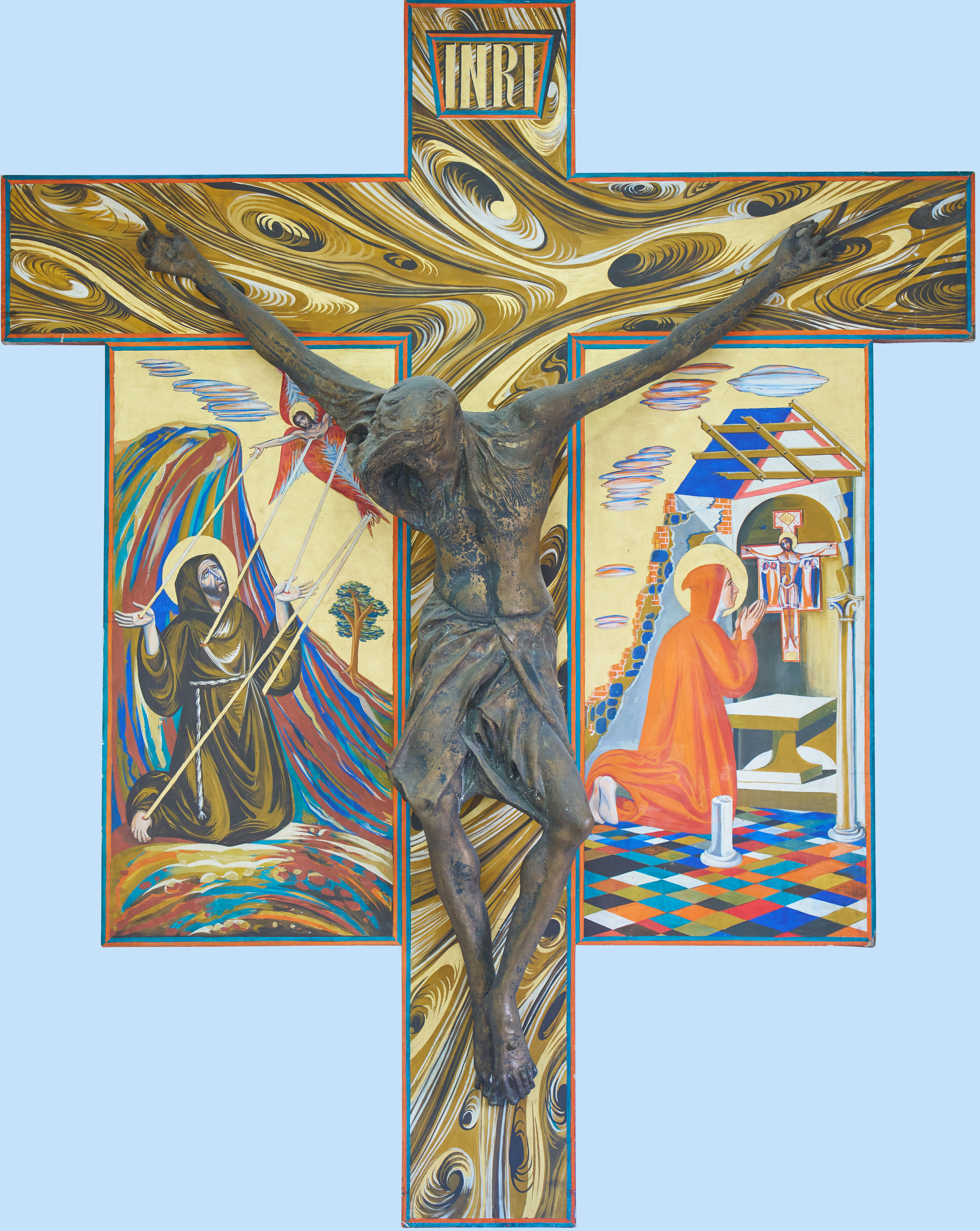
Luigi Montanarini, momenti della vita di san Francesco con Crocifisso di Pericle Fazzini alla Pontificia Università Antonianum in Roma

- Studio di volto 1938,  disegno a china su carta cm. 20X15, Museo Fortunato Calleri di Catania
- Autoritratto, 1943, olio su compensato, 8,4x10,6 cm, MAGI '900 di Pieve di Cento (BO)
- Composizione 1960, tempera su carta intelata, 79,8x60 cm, MAGI '900 di Pieve di Cento (BO)
- Momenti della vita di san Francesco d'Assisi, Pontificia Università Antonianum, Roma
- Composizione 1976,    tecnica mista su carta cm. 48X33, Museo Fortunato Calleri di Catania
- Nudo di donna 1985,  disegno ad acquarello su carta cm. 77X57, Museo Fortunato Calleri di Catania
- "Apoteosi del fascismo", affresco nel salone d'onore del "Palazzo H" del Foro italico, sede del CONI[4]
- Dipinto in stile neobizantino di circa 300 metri quadri nella zona centrale della Basilica di Santa Rita da Cascia che parte dalla cupola e prosegue con la lanterna, le vele e i quattro pilastri.
- Una delle sue opere "Senza titolo" fa parte della collezione di arte contemporanea italiana del Ministero degli Affari Esterni e della Cooperazione, la Collezione Farnesina[5].
- Sempre alla Farnesina, due delle pareti della “Stanza dei mosaici” al primo piano, sono rivestite con mosaici, uno di Montanarini e l'altro di Toti Scialoja, entrambi chiamati Senza Titolo (1966)[6][7].